# Indotipula peusiana
Indotipula peusiana är en tvåvingeart som först beskrevs av Alexander 1966.  Indotipula peusiana ingår i släktet Indotipula och familjen storharkrankar. Inga underarter finns listade i Catalogue of Life.